# Le Secret du gibet
Le Secret du gibet (VO : « The Lost Gallows ») est un roman policier de John Dickson Carr, paru en 1932. C'est le troisième roman de l’auteur et à mettre en scène le détective français Henri Bencolin.
Le roman évoque le meurtre, un soir à Londres, du conducteur d'une voiture. Le chauffeur, Richard Smail, est employé par Nezam El Moulk, un riche Égyptien. L'homme a été égorgé mais on n'a vu personne dans la voiture qui semblait se mouvoir toute seule. Une enquête a lieu, au cours de laquelle on constate la disparition inattendue puis inquiétante de Nezam El Moulk, dont plusieurs indices donnent à penser que le meurtrier, qui prend le pseudonyme de Jack Ketch, souhaite s'en prendre physiquement à Nezam El Moulk. Alors que l'enquête se focalise sur l’entourage du riche Égyptien, un policier, attaché à la protection de la maîtresse d'El Moulk, est assassiné.
Le récit comporte un mini-mystère de chambre close : des objets menaçants avaient été déposés sur la table du salon de l'Égyptien alors que le nombre de personnes à y avoir accès était très limité et que jamais personne n'a compris comme ces objets avaient été placés là.

## Principaux personnages

### Les victimes
- Richard Smail : conducteur de la voiture et garde du corps de Nezam El Moulk (1re victime).
- M. Bronson : policier de Scotland Yard (2e victime).

### Les enquêteurs
- Jeff Marle : narrateur du roman, ami d'Henri Bencolin.
- Henri Bencolin : policier français, ami de Jeff Marle.
- M. Talbot : inspecteur à Scotland Yard.

### Nezam El Moulk et son entourage
- Nezam El Moulk : riche Égyptien.
- Richard Smail : voir ci-dessus « Les victimes ».
- Colette Laverne : maîtresse française de Nezam El Moulk.
- M. Graffin : secrétaire alcoolique de Nezam El Moulk.
- M. Joyet : valet français de Nezam El Moulk.

### Autres personnages
- John Landervorne : aristocrate anglais ; ancien commissaire de police à Scotland Yard.
- George Dallings : jeune homme.
- Dr Pilgrim : médecin ; amateur d'antiquités.
- Sharon Grey : jeune femme ; amie de Jeff Marle.
- Teddy : employé au Brimstone Club ; atteint de nanisme.
- Mme Selden : au Brimstone Club, femme de chambre au service de Colette Laverne.
- Victor : employé au Brimstone Club.

### Personnalité de fiction
- Jack Ketch : bourreau royal au XVIIe siècle.

## Résumé
Le roman est composé de 19 chapitres.

### Mise en place de l'intrigue et premier meurtre
Chapitres 1 à 3.
À Londres au début des années 1930. Henri Bencolin, le célèbre policier français, est venu rencontrer sir John Landervorne, un ancien responsable de Scotland Yard. Ils sont en compagnie de Jeff Marle, le narrateur du récit, au Brimstone Club. Un gibet miniature a été reçu plus tôt dans l'après-midi par Nezam El Moulk, un riche Égyptien : un gibet miniature haut de 20 cm environ, qui intrigue les trois hommes. Cela rappelle à John Landervorne une anecdote. George Dallings, qu'ils doivent rencontrer au théâtre pour voir une pièce à la mode, aurait été témoin d'une étrange apparition : un gibet et sa corde aperçus dans la rue un soir de brouillard. Jeff Marle aperçoit Nezam El Moulk et son chauffeur quitter le Brimstone Club.
Les trois compères se rendent au théâtre. Ils rejoignent Dallings et apprécient la pièce de théâtre. À la sortie de la représentation, devant le théâtre, Jeff Marle manque de peu d'être renversé par une grande et impressionnante automobile qui semble conduite par un fantôme. Marle la reconnaît : c'est la voiture de Nezam El Moulk qu'il avait vue quelques heures auparavant. Bencolin, Marle, Dallings et Landervorne s'engouffrent dans un taxi et poursuivent le véhicule. Celui-ci s'arrête devant l'entrée du Brimstone Club. On en sort Richard, le chauffeur et garde du corps de Nezam El Moulk : l'homme a été tué par égorgement et la voiture n'a aucun passager. La canne et les gants soigneusement pliés de Nezam El Moulk reposent sur la banquette arrière.
La police est prévenue en la personne de l'inspecteur Talbot. Or celui-ci a reçu dans l'après-midi un étrange appel téléphonique, affirmant que « Nezam El Moulk a été pendu au gibet de Ruination Street ». Talbot ignorait l'existence du riche Égyptien et n'a jamais entendu parler de « Ruination Street ».

### Enquête policière et second meurtre
Chapitres 4 à 16.
L'enquête commence immédiatement vers 22 h. On auditionne M. Graffin, le secrétaire alcoolique d'El Moulk, qui affirme que son patron faisait l'objet depuis plusieurs mois de menaces récurrentes d'un inconnu. Puis on apprend que Richard, le conducteur, a été égorgé plus d'une heure avant que le véhicule ne s'arrête devant le Brimstone Club.
Dans la foulée Jeff Marle rend visite à Colette Laverne, la maîtresse d'El Moulk, qui par hasard habite près de l'une de ses amies, Sharon Grey. Colette révèle à Jeff le sombre passé de l'Égyptien. Dix ou douze ans auparavant, il avait cru que Colette avait un amant en la personne, ou bien de De Lavateur, ou bien de Keane. Une sombre embrouille El Moulk, De Lavateur et Keane avait eu lieu à Paris, à la suite de laquelle un duel avait été organisé et De Lavateur avait été abattu par Keane. Par la suite Keane avait été arrêté et condamné à la prison à perpétuité pour meurtre. Par la suite il s'était suicidé en prison. Elle déclare ne pas connaître De Lavateur ni Keane, dont le nom était, selon elle, un pseudonyme. Jeff se demande si les récents événements sont en lien avec ce qu'il s'était alors passé : quelqu'un songe-t-il à se venger d'El Moulk à cause de la mort de l'un des jeunes gens ? Colette confirme que les étranges objets reçus par l'Égyptien, déposés dans sa chambre ou envoyés par la poste, étaient interprétés par lui comme des menaces évidentes. Le harceleur disait s'appeler Jack Ketch, du nom du célèbre bourreau anglais du XVIIe siècle.
Tout le monde va se coucher. Le lendemain matin, Jeff rend compte de ces informations à Bencolin et Talbot. Bencolin s'est fait transmettre les rapports de police concernant l'affaire Keane / De Lavateur. En fait, c'est probablement El Moulk qui avait tué De Lavateur avec le révolver de Keane. Le harceleur disant s'appeler Jack Ketch l'a appris et veut se venger. Une seconde audition de M. Graffin a lieu.
Puis les policiers auditionnent M. Joyet, le valet de chambre de l'Égyptien. C'est ensuite le tour de Teddy, atteint de nanisme, d'être auditionné.
Bencolin fait remarquer que les étranges objets remis à El Moulk (un livre, un bout de bois, etc.) sans avoir été envoyés par la poste, ont sans doute été déposés par quelqu'un qui vit ou travaille au sein du Brimstone Club. Non seulement le nombre des suspects est limité, mais les objets menaçants avaient été déposés sur la table du salon de l'Égyptien alors que le nombre de personnes à y avoir accès était très limité. Il y a là un mystère de chambre close.
La perquisition du logement de l'Égyptien montre que ce dernier était passionné de l'histoire de l'ancienne Égypte. Il y a même dans sa chambre un sarcophage.
Le soir, Jeff Marle est invité par le docteur Pilgrim à venir au domicile du médecin. De l'une de ses fenêtres, on y voit la fenêtre de la chambre d'El Moulk, et le médecin informe Jeff de plusieurs détails inattendus concernant les allées et venues dans le logement de l'Égyptien. Le médecin expose aussi sa théorie : El Moulk a organisé les événements depuis le début. C'est lui qui a tué son propre chauffeur et actuellement il se cache. C'est lui aussi qui a créé le personnage de « Jack Ketch ». Lorsque Jeff lui demande pourquoi l'Égyptien aurait fait cela, Pilgrim avoue ne pas le savoir.
Plus tard, Bencolin et Jeff souhaitent revoir Colette Laverne. Celle-ci a disparu et le policier attaché à sa protection a été tué d'un coup de revolver. C'est le second meurtre de cette mystérieuse affaire. La police reçoit un message de « Jack Ketch » qui a averti que « Colette Laverne a été pendue au gibet de Ruination Street ».
Une longue discussion a lieu entre Bencolin, Jeff et Talbot. Bencolin rejette la théorie de Pilgrim ; selon le détective, El Moulk et Colette ont été faits prisonniers par le tueur et l'exécution aura lieu le lendemain, jour anniversaire de la mort de Keane. Il s'agit effectivement d'une vengeance raffinée. Bencolin assure aussi qu'il y aura une autre victime : Graffin, car celui-ci sait qui est « Jack Ketch ». Et, de plus, Graffin faisait chanter El Moulk, et on peut supposer que Graffin, par bêtise ou ivrognerie, a révélé le secret d'El Moulk à « Jack Ketch ».
Bencolin décide de monter une souricière pour piéger le tueur. Il dresse ses plans et distribue les tâches de chacun. La mission confiée à Jeff Marle est de recevoir Graffin lorsque celui-ci rentrera de sa tournée des bars, de papoter avec lui une demi-heure, de le coucher puis de se rendre dans un lieu obscur et de surveiller les allées et venues. Si quelqu'un s'introduit chez Graffin, il n'aura qu'à siffler avec un sifflet que Bencolin lui remet.
Selon Bencolin, El Moulk, sans le savoir, avait discuté avec « Jack Ketch » et les deux hommes avaient élaboré un plan pour piéger « Jack Ketch ». Mais c'est ce dernier qui l'avait possédé et l'avait réduit à sa merci. Bencolin annonce à Jeff qu'il a acquis la certitude de l'existence d'une pièce cachée au sein même du Brimstone Club. Bencolin lui révèle aussi que l'examen de papyrus traduits par El Moulk a permis de découvrir la signification de « Ruination Street » : le terme est issu de l'un des manuscrits. La rue en question est celle située derrière le Brimstone Club.

### Dénouement et révélations finales
Chapitres 17 à 19.
Au Brimstone Club, Jeff Marle attend donc Graffin. Quand celui-ci arrive, Jeff applique sans difficulté le plan de Bencolin. Les deux hommes trinquent ensemble et discutent. Lorsque Graffin s'écroule ivre mort, Jeff l’aide à regagner son lit et ferme à clef la porte du logement. Il s'assoit dans un coin plongé dans l'obscurité. Plus tard, il voit une ombre s'approcher. Mais la personne prend une échelle et monte jusqu'à une trappe lui permettant d'accéder au grenier. Quelques minutes après, Jeff suit l'ombre. Il débouche dans le grenier : c'est là que se trouve la « chambre cachée » évoquée par Bencolin un peu plus tôt. N'osant allumer son briquet ou une allumette pour ne pas donner l'éveil au meurtrier, Jeff avance à tâtons. Soudain le meurtrier le frappe et tente de s'enfuir. Jeff siffle dans son sifflet. Les policiers interviennent. Le meurtrier est arrêté : il s'agit de sir John Landervorne, l'ancien policier de Scotland Yard. Il était aidé par le nain Teddy. Dans le grenier se trouvent El Moulk et Colette, prisonniers et garrotés.
John Landervorne reconnaît les faits sans sourciller, affirmant que sa vengeance était légitime. Il demande à Bencolin de prendre les documents situés dans son bureau et de faire condamner El Moulk pour l'assassinat de De Lavateur. Il est emmené par les policiers.
Dans la demi-heure qui suit, Bencolin révèle à Jeff et à Talbot les dessous de l'affaire. John Landervorne était le père de « Keane ». Il avait suivi le procès de son fils à Paris et sa condamnation à perpétuité. Son suicide l'avait terriblement abattu. Quand, neuf mois auparavant, Graffin lui avait révélé le sombre rôle d'El Moulk, John Landervorne avait décidé de se venger. Il avait terrorisé El Moulk en lui envoyant des objets par la poste quand ces objets étaient délicats (exemple : le gibet miniature), et par le dépôt sur la table du salon quand ils étaient solides (exemple : livre égyptien). En l'occurrence, il n'y avait pas de mystère en chambre close : en pleine nuit il ouvrait une trappe située dans le grenier (chambre cachée) et descendait par des cordes ces objets qu'il déposait délicatement sur la table, avant de refermer la trappe ni vu ni connu. Il s'était emparé de la personne d'El Moulk mais voulait faire croire au départ volontaire de celui-ci du Club et de sa disparition en ville. En effet, personne ne devait supposer que l'Égyptien était resté dans les locaux du Brimstone Club. Il avait ordonné à Teddy de tuer le chauffeur, de s'emparer de la voiture et de la conduire en ville avant de l’abandonner quelque part. Ainsi s'explique le mystère de la « voiture fantôme » pilotée par un mort : le nain Teddy était invisible de la rue quand il conduisait la voiture. Plus tard John Landervorne avait élaboré un plan pour s'emparer de la personne de Colette, qui jadis avait été la complice d'El Moulk dans l'affaire Keane. La mort du policier avait été un dommage collatéral que Landervorne n'avait pas prévu. Landervorne avait décidé de tuer ses deux prisonniers le soir même, puis de tuer Graffin. Sa vengeance totalement accomplie, il aurait regagné sa chambre, elle-aussi située au Brimstone Club.
El Moulk se montre alors insolent et, hilare, révèle à Bencolin et Talbot que pendant les explications de Bencolin, il a demandé à Teddy de détruire les fameux documents évoqués par Landervorne susceptibles de l'impliquer pénalement. Grâce à Bencolin et Teddy, son ennemi est mis hors de combat et il ne risque plus rien ! Il demande à être détaché de ses liens et s'avance vers eux. Il n'a pas vu qu'il marche sur la seconde trappe permettant d'accéder à l'étage du bas, dans son salon. Soudainement la trappe s'ouvre, l'homme glisse et son corps tombe dans la pièce. La corde en fer qui le retenait attaché lui enserre le cou et l'étrangle : El Moulk meurt pendu, comme accroché à un gibet.

## Éditions
- Éditions originales en anglais

- Éditions originales en français
  - Le Secret du gibet, éditions Clancier-Guénaud, 1984  (ISBN 2-86215-053-3).